# Capoeiras
Capoeiras é um município brasileiro do estado de Pernambuco. Administrativamente, o município é formado pelo distrito sede e pelos povoados de Riacho do Mel, Maniçoba e Alegre. Além disso, se destaca por ser o município mais católico de Pernambuco, com 95,27% de católicos.

## Pré-candidatos 2024
| Número | Candidato                    | Partido                              | Vice                    | Partido do Vice                         | Votos              |
| ------ | ---------------------------- | ------------------------------------ | ----------------------- | --------------------------------------- | ------------------ |
| 40     | Joaquim Costa Teixeira       | Partido Socialista Brasileiro (1985) | Cícero Pereira da Silva | Republicanos (partido político)         | 77,15% 9.233 Votos |
| 13     | Natália Maria Costa da Silva | Partido dos Trabalhadores            | Júlio Valença da Costa  | Partido da Social Democracia Brasileira | 22,85% 2.734 Votos |

## Topônimo
Antonio Houaiss atribui a origem do nome capoeira ao tupi ko'pwera (de ko: roça + pwera: "que já foi"). Outros consideram uma corruptela de cáa-poera, que significa mata cortada, destruída para o plantio. Um outro significado é roça extinta, invadida pelo mato.

## História
Segundo o IBGE, o nome Capoeiras provém do vocábulo indígena Capoeirã (mato frio). Primitivamente as terras pertenciam ao município de São Bento do Una. O distrito foi criado em 24 de Dezembro de 1901. Foi emancipado em 1963 pela lei estadual nº 4998, de 21 de Dezembro de 1963, assinada pelo governador Miguel Arraes de Alencar.
O seu território abriga quilombolas, no Sítio Imbé.

## Geografia
Localiza-se a uma latitude 08º44'05" sul e a uma longitude 36º37'36" oeste, estando a uma altitude de 888 metros. Sua população estimada em 2009 era de 19.936 habitantes.
Possui uma área de  344,39 km².
O distrito de Capoeiras foi criado pela lei municipal n. 31 da cidade de São Bento (atual São Bento do Una), datada de 24 de dezembro de 1901 e sancionada pelo prefeito Joaquim Gregório Simões de Macedo.
A área do município localiza-se na unidade geoambiental do Planalto da Borborema. A vegetação compõe-se de florestas subcaducifólica e Caducifólica, características do agreste.
O município está incluído na área geográfica de abrangência do semiárido brasileiro, definida pelo Ministério da Integração Nacional em 2005. Esta delimitação tem como critérios o índice pluviométrico inferior a 800 mm, o índice de aridez até 0,5 e o risco de seca maior que 60%.
O clima é Tropical Chuvoso, com verão seco. As chuvas concentram-se nos meses de janeiro/fevereiro até setembro/outubro.
Capoeiras está inserido nos domínios das Bacias Hidrográficas dos Rios Una, Mundaú e do Grupo de Bacias de Pequenos Rios Interiores. Os principais tributários são o Rio Una e os riachos do Mimoso, do Mocambo, Pau-Ferro, da Pracinha, Bom Destino, do Mel Do Meio e São Pedro, todos de regime intermitente. O município conta com os açudes Gurjão  (4.700.000 m³) e Cajarana (2.594.000 m³).

## Lista de Prefeitos da Cidade de Capoeiras
|                                                                 | N° | Nome                              | Partido                              | Vice                            | Início do mandato     | Término do mandato     |
| --------------------------------------------------------------- | -- | --------------------------------- | ------------------------------------ | ------------------------------- | --------------------- | ---------------------- |
| Eleito prefeito interino pelo Juiz Comarca de São Bento do Una. | 1  | Álvaro Tenório de Almeida         | Aliança Renovadora Nacional          |                                 | 8 de julho de 1964    | 29 de Janeiro de 1965  |
|                                                                 | 2  | José Soares de Almeida Filho      | Aliança Renovadora Nacional          |                                 | 30 de Janeiro de 1965 | 30 de Janeiro de 1970  |
|                                                                 | 3  | Álvaro Tenório de Almeida         | Aliança Renovadora Nacional          |                                 | 31 de Janeiro de 1970 | 30 de Janeiro de 1973  |
|                                                                 | 4  | José Soares de Almeida Filho      | Aliança Renovadora Nacional          |                                 | 31 de Janeiro de 1973 | 30 de Janeiro de 1977  |
|                                                                 | 5  | José Valtaso de Macêdo            | Aliança Renovadora Nacional          |                                 | 31 de Janeiro de 1977 | 30 de Janeiro de 1983  |
|                                                                 | 6  | Manoel Reino da Silva             | Aliança Renovadora Nacional          |                                 | 31 de Janeiro de 1983 | 31 de Dezembro de 1988 |
| Eleito com 3.821 Votos.                                         | 7  | Antonio Carlos Vieira dos Santos  | Partido Socialista Brasileiro (1985) | José Carlos Rodrigues Silvestre | 1 de Janeiro de 1989  | 31 de Dezembro de 1992 |
| Eleito com 3.396 votos.                                         | 8  | José Soares de Almeida Filho      | Partido Socialista Brasileiro (1985) | Aluísio Cabral de Moura         | 1 de Janeiro de 1993  | 31 de Dezembro de 1996 |
| Eleito com 4.299 votos.                                         | 9  | Aluísio Cabral de Moura           | Partido Socialista Brasileiro (1985) |                                 | 1 de Janeiro de 1997  | 31 de Dezembro de 2000 |
| Eleito com 5.274 votos.                                         | 10 | Maurílio Rodolfo Tenório de Souza | Partido da Frente Liberal            | José Carneiro Sobrinho          | 1 de Janeiro de 2001  | 31 de Dezembro de 2004 |
| Eleito com 5.464 votos.                                         | 11 | Maurílio Rodolfo Tenório de Souza | Partido da Frente Liberal            | José Carneiro Sobrinho          | 1 de Janeiro de 2005  | 31 de Dezembro de 2008 |
| Eleito com 6.163 votos.                                         | 12 | Luiz Claudino de Souza            | Partido da república                 | José Edgar Rodrigues de Lima    | 1 de Janeiro de 2009  | 31 de Dezembro de 2012 |
| Eleita com 5.458 votos.                                         | 13 | Lucineide de Almeida Reino        | Partido Socialista Brasileiro (1985) | Julio Valença da Costa          | 1 de Janeiro de 2013  | 31 de Dezembro de 2016 |
| Eleita com 6.019 votos.                                         | 14 | Lucineide de Almeida Reino        | Partido Socialista Brasileiro (1985) | Julio Valença da Costa          | 1 de Janeiro de 2017  | 31 de Dezembro de 2020 |
| Presidente da Câmara Municipal, assume como Prefeito interino.  | 15 | José Ernandes da Costa            | Republicanos (partido político)      |                                 | 1 de Janeiro de 2021  | 2 de Outubro de 2021   |
| Eleito aproximadamente com 6.365 votos.                         | 16 | Joaquim Costa Teixeira            | Partido Socialista Brasileiro (1985) | Cicero Pereira da Silva         | 3 de Outubro de 2021  | 31 de Dezembro de 2024 |
| Eleito com 9.233 votos.                                         | 17 | Joaquim Costa Teixeira            | Partido Socialista Brasileiro (1985) | Cicero Pereira da Silva         | 1 de Janeiro de 2025  | 31 de Dezembro de 2028 |